# La Chapelle-Montmartin
Pour les articles homonymes, voir La Chapelle.
La Chapelle-Montmartin est une commune française située dans le département de Loir-et-Cher en région Centre-Val de Loire.
L'occupation des sols est marquée par l'importance des espaces agricoles et naturels qui occupent la quasi-totalité du territoire communal. Plusieurs espaces naturels d'intérêt sont présents dans la commune : un espace protégé, un site natura 2000.

## Géographie

### Localisation
La commune de Chapelle-Montmartin se trouve au sud du département de Loir-et-Cher, limitrophe de celui de l'Indre, dans la petite région agricole de la Champagne berrichonne,.
À vol d'oiseau, elle se situe à 47 km au sud-est de Blois, à 27 km au sud-ouest de Salbris, 25 km  à l'ouest de Vierzon, 53 km au nord-ouest de Bourges, 49 km au nord de Châteauroux et 14 km à l'est de Selles-sur-Cher.
La commune se trouve dans l'aire géographique et dans la zone de production du lait, de fabrication et d'affinage du fromage valençay.
Le sentier de grande randonnée de pays GRP de Valencay passe à la limite ouest de la commune.
Elle se trouve également dans l'aire d'attraction de Romorantin-Lanthenay, ainsi ,que dans la zone d'emploi et dans le bassin de vie de cette ville.

### Communes limitrophes
Les communes limitrophes sont  Anjouin, Chabris, Dun-le-Poëlier, Gièvres, Saint-Julien-sur-Cher, Saint-Loup et Villefranche-sur-Cher.

### Géologie et relief
La superficie de la commune est de 10,72 km2 ; son altitude varie de 82  à   152 mètres.
Les marges de la Champagne Berrichonne sont constituées d'un plateau calcaire légèrement festonné par le Cher et ses affluents : le relief s'assouplit doucement en suivant une pente légère avant de basculer plus brutalement sur les coteaux proprement dits, formant des croupes aplanies qui s'avancent en doigts de gant vers la vallée.
À l'entrée dans le département, le Cher s'épanouit sur une grande plaine agricole. Les coteaux, éloignés de 2,5 kilomètres entre Châtres-sur-Cher et Maray, offrent des points de vue remarquables qui se répondent d'une rive à l'autre : vers le sud, le regard porte sur les doux reliefs cultivés des confins du Berry et vers le nord, il embrasse l'immense horizon boisé de Sologne. Puis coteaux entre Mennetou-sur-Cher et Gièvres, un couloir régulier d'1,2 km de large en moyenne dessine une courbe puis la vallée s'ouvre à nouveau à l'approche de Gièvres pour former une petite plaine dont la perception est devenue peu sensible visuellement : la vallée très boisée s'avère souvent imperméable au regard.

### Hydrographie

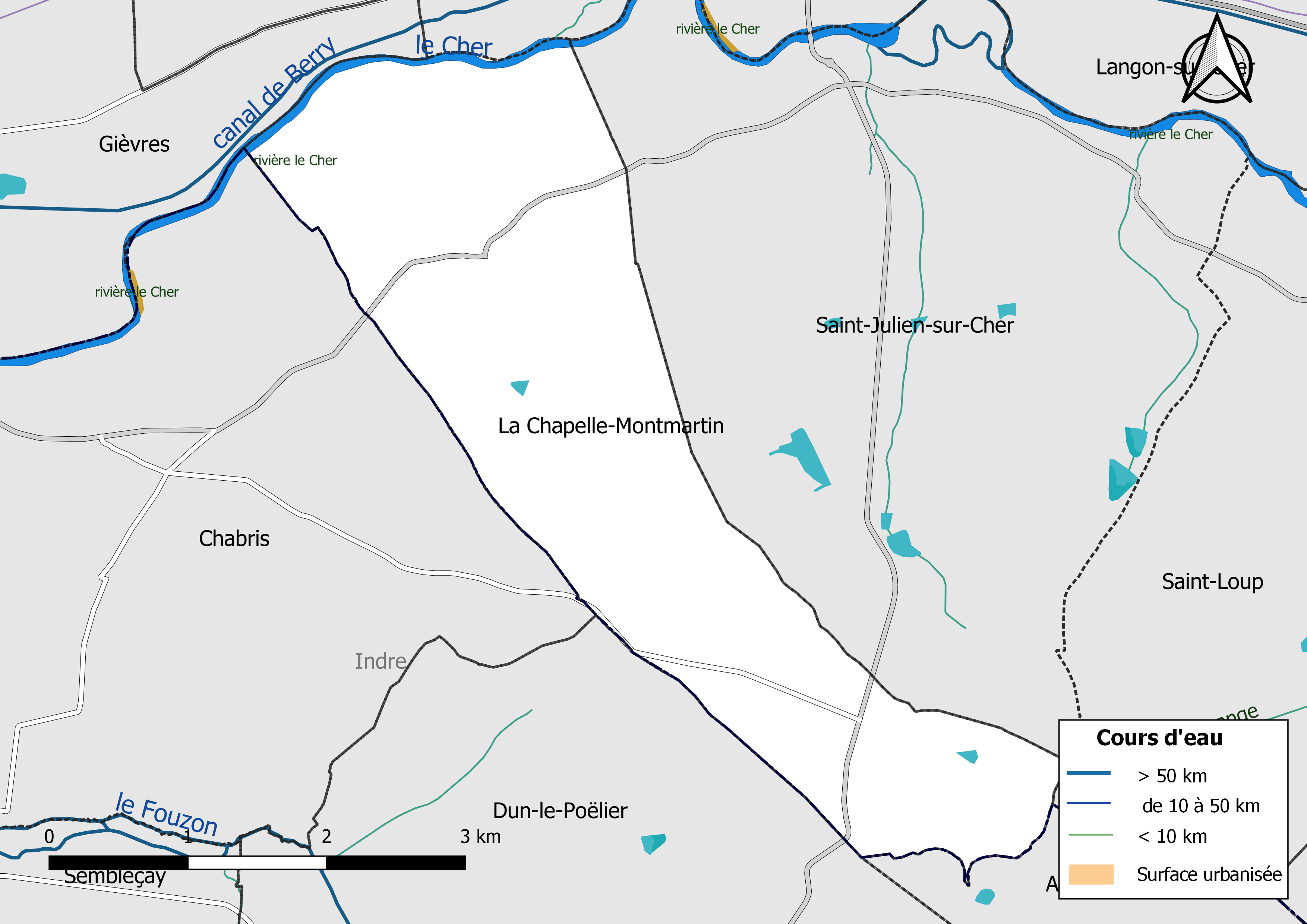
Réseau hydrographique de la Chapelle-Montmartin.

La commune est drainée par le Cher (2,192 km) et par un petit cours d'eau, constituant un réseau hydrographique de 2,2 km de longueur totale.
Le Cher, d'une longueur totale de 365,5 km, prend sa source dans la commune de Mérinchal (Creuse) et se jette  dans la Loire à Cinq-Mars-la-Pile (Indre-et-Loire), après avoir traversé 117 communes.
Sur le plan piscicole, ce cours d'eau est classé en deuxième catégorie, où le peuplement piscicole dominant est constitué de poissons blancs (cyprinidés) et de carnassiers (brochet, sandre et perche).

### Climat
Pour des articles plus généraux, voir Climat du Centre-Val de Loire et Climat de Loir-et-Cher.
En 2010, le climat de la commune est de type climat océanique dégradé des plaines du Centre et du Nord, selon une étude du CNRS s'appuyant sur une série de données couvrant la période 1971-2000. En 2020, Météo-France publie une typologie des climats de la France métropolitaine dans laquelle la commune est exposée à un climat océanique altéré et est dans la région climatique Centre et contreforts nord du Massif Central, caractérisée par un air sec en été et un bon ensoleillement.
Pour la période 1971-2000, la température annuelle moyenne est de 11,6 °C, avec une amplitude thermique annuelle de 15,4 °C. Le cumul annuel moyen de précipitations est de 689 mm, avec 10,8 jours de précipitations en janvier et 6,8 jours en juillet. Pour la période 1991-2020, la température moyenne annuelle observée sur la station météorologique de Météo-France la plus proche, « Romorantin-Pruniers », dans la commune de Gièvres à 5 km à vol d'oiseau, est de 11,6 °C et le cumul annuel moyen de précipitations est de 695,7 mm,. Pour l'avenir, les paramètres climatiques de la commune estimés pour 2050 selon différents scénarios d'émission de gaz à effet de serre sont consultables sur un site dédié publié par Météo-France en novembre 2022.

### Paysages
Dans le cadre de la Convention européenne du paysage, adoptée le 20 octobre 2000 et entrée en vigueur en France le 1er juillet 2006, un atlas des paysages de Loir-et-Cher a été élaboré en 2010 par le CAUE de Loir-et-Cher, en collaboration avec la DIREN Centre (devenue DREAL en 2011), partenaire financier. Les paysages du département s'organisent ainsi en huit grands ensembles et 25 unités de paysage,. La commune fait partie de deux unités de paysage : les « marges de la Champagne Berrichonne », au sein de l'ensemble des « confins du Berry », et « le Cher des confins de la Sologne », dans « la vallée du Cher ».

### Milieux naturels et biodiversité

#### Espaces protégés
La protection réglementaire est le mode d'intervention le plus fort pour préserver des espaces naturels remarquables et leur biodiversité associée.Un espace protégé est présent dans la commune : « la Chapelle Montmartin », un terrain acquis par le Conservatoire d'espaces naturels Centre-Val de Loire. Il présente une superficie de 13,26 ha.

#### Sites Natura 2000

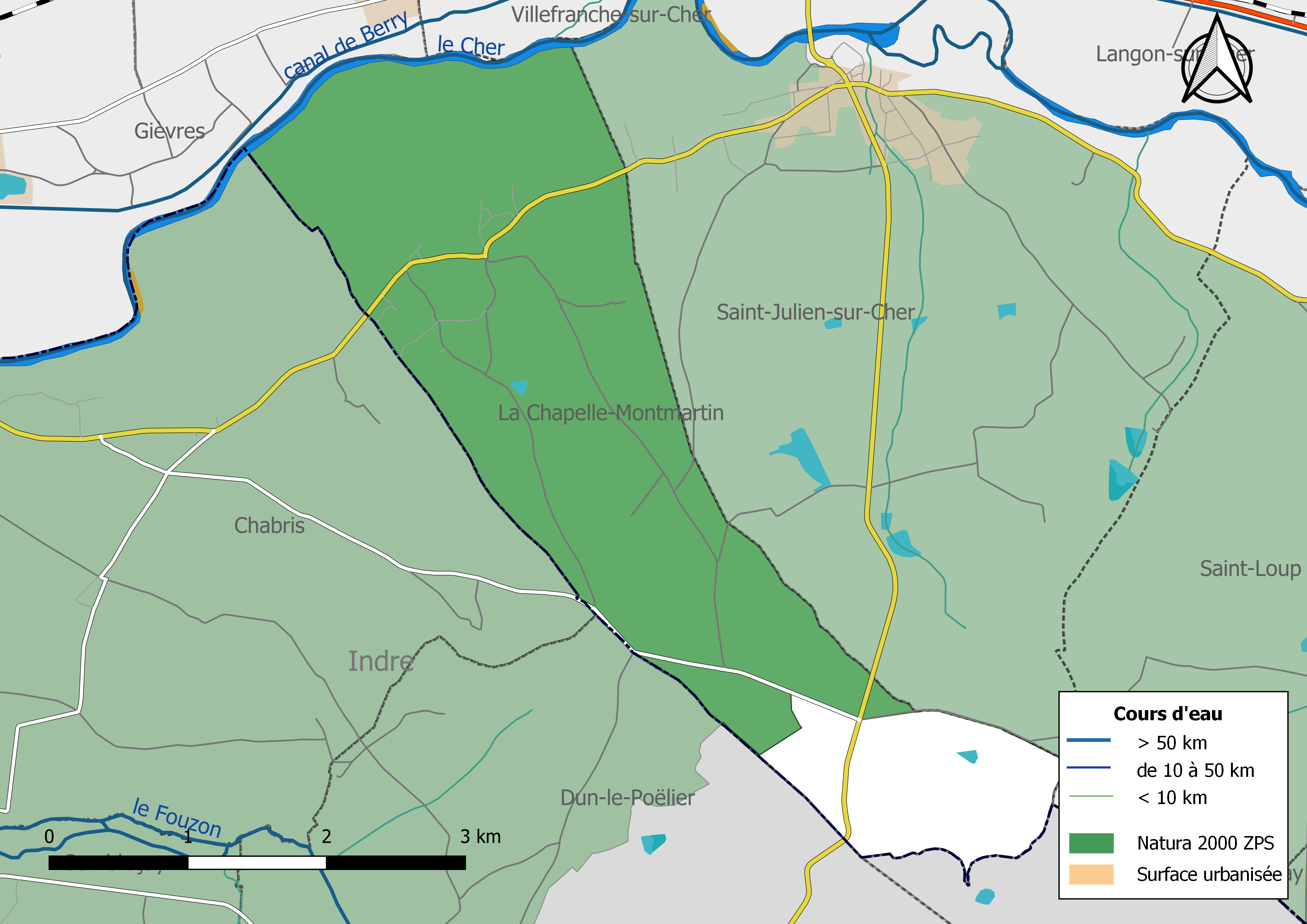
Une partie du territoire communal est incluse dans le site Natura 2000 le « Plateau de Chabris / La Chapelle - Montmartin ».

Le réseau Natura 2000 est un réseau écologique européen de sites naturels d'intérêt écologique élaboré à partir des Directives « Habitats » et « Oiseaux ». Ce réseau est constitué de Zones spéciales de conservation (ZSC) et de Zones de protection spéciale (ZPS). Dans les zones de ce réseau, les États membres s'engagent à maintenir dans un état de conservation favorable les types d'habitats et d'espèces concernés, par le biais de mesures réglementaires, administratives ou contractuelles. L'objectif est de promouvoir une gestion adaptée des habitats tout en tenant compte des exigences économiques, sociales et culturelles, ainsi que des particularités régionales et locales de chaque État membre. Les activités humaines ne sont pas interdites, dès lors que celles-ci ne remettent pas en cause significativement l'état de conservation favorable des habitats et des espèces concernés. Une partie du territoire communal est incluse dans le site Natura 2000 : 
le « Plateau de Chabris / La Chapelle - Montmartin », d'une superficie de 16 669 ha.

## Urbanisme

### Typologie
Au 1er janvier 2024, La Chapelle-Montmartin est catégorisée commune rurale à habitat dispersé, selon la nouvelle grille communale de densité à sept niveaux définie par l'Insee en 2022.
Elle est située hors unité urbaine. Par ailleurs la commune fait partie de l'aire d'attraction de Romorantin-Lanthenay, dont elle est une commune de la couronne,. Cette aire, qui regroupe 29 communes, est catégorisée dans les aires de moins de 50 000 habitants,.

### Occupation des sols
L'occupation des sols est marquée par l'importance des espaces agricoles et naturels (96,8 %). La répartition détaillée ressortant de la base de données européenne d'occupation biophysique des sols Corine Land Cover millésimée 2012 est la suivante : 
terres arables (11,6 %), 
cultures permanentes (0,6 %), 
zones agricoles hétérogènes (15,4 %), 
prairies (3,5 %), 
forêts (65,2 %), 
milieux à végétation arbustive ou herbacée (0,7 %), 
zones urbanisées (1 %), 
espaces verts artificialisés non agricoles (0,5 %), 
zones industrielles et commerciales et réseaux de communication (1,7 %), 
eaux continentales (0,5 %).
Le territoire présente un caractère rural marqué et identitaire : la pierre et la brique agrémentent le bâti agricole et lui confèrent une identité architecturale forte. À l'échelle de l'unité géographique Herbault, qui regroupe huit communes, dont Saint-Étienne-des-Guérets, la consommation d'espaces agricoles et naturels entre 2002 et 2015 pour répondre aux besoins de développement a été relativement faible, 81,5 % des aménagements (logements, équipements, entreprises) ont été réalisés sur de nouveaux terrains, soit 36,2 hectares.

### Lieux-dits, hameaux et écarts
La commune compte plusieurs hameaux et lieux-dits : le Petit village, le Grand village, les Huets

### Habitat et logement
En 2020, le nombre total de logements dans la commune était de 234, alors qu'il était de 232 en 2015 et de 226 en 2010.
Parmi ces logements, 78,2 % étaient des résidences principales, 12,4 % des résidences secondaires et 9,4 % des logements vacants. Ces logements étaient pour 99,1 % d'entre eux des maisons individuelles et pour 0 % des appartements.
Le tableau ci-dessous présente la typologie des logements à la La Chapelle-Montmartin en 2020 en comparaison avec celle de Loir-et-Cher et de la France entière. Une caractéristique marquante du parc de logements est ainsi une proportion de résidences secondaires et logements occasionnels (12,4 %) supérieure à celle du département (7,9 %) et à celle de la France entière (9,7 %).
| Typologie                                               | La Chapelle-Montmartin | Loir-et-Cher | France entière |
| ------------------------------------------------------- | ---------------------- | ------------ | -------------- |
| Résidences principales (en %)                           | 78,2                   | 81,2         | 82,1           |
| Résidences secondaires et logements occasionnels (en %) | 12,4                   | 7,9          | 9,7            |
| Logements vacants (en %)                                | 9,4                    | 10,9         | 8,2            |

### Planification de l'aménagement
En matière de planification, la commune disposait en 2017 d'une carte communale approuvée. Par ailleurs, à la suite de la loi ALUR (loi pour l'accès au logement et un urbanisme rénové) de mars 2014, un plan local d'urbanisme intercommunal couvrant le territoire de la communauté de communes du Romorantinais et du Monestois a été prescrit le 3 décembre 2015.

### Risques naturels et technologiques
Le territoire communal de Chapelle-Montmartin est vulnérable à différents aléas naturels : inondations (par débordement du Cher), climatiques (hiver exceptionnel ou canicule), mouvements de terrains ou sismique (sismicité faible),.

#### Risques naturels

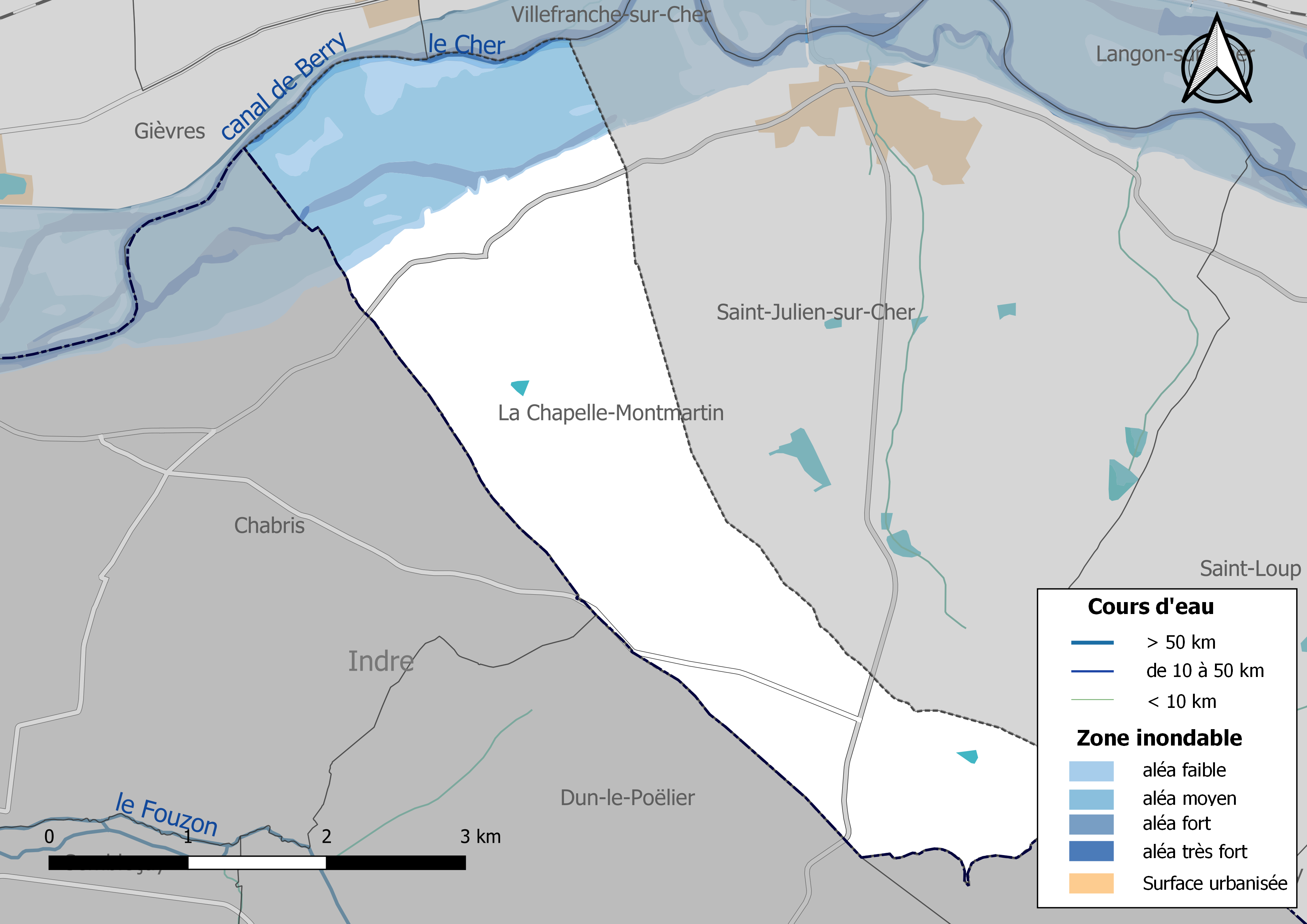
Zones inondables de la commune de Chapelle-Montmartin.

Les mouvements de terrains susceptibles de se produire dans la commune sont liés au retrait-gonflement des argiles. Le phénomène de retrait-gonflement des argiles est la conséquence d'un changement d'humidité des sols argileux. Les argiles sont capables de fixer l'eau disponible mais aussi de la perdre en se rétractant en cas de sécheresse. Ce phénomène peut provoquer des dégâts très importants sur les constructions (fissures, déformations des ouvertures) pouvant rendre inhabitables certains locaux. La carte de zonage de cet aléa peut être consultée sur le site de l'observatoire national des risques naturels Georisques.
Les crues du Cher sont moins importantes que celles de la Loire, mais elles peuvent provoquer des dégâts importants. Les crues historiques sont celles de 1856 (5 m à l'échelle de Noyers-sur-Cher), 1940 (4,03 m) et 1977 (3,58 m). Le débit maximal historique est de 1 560 m3/s et caractérise une crue de retour supérieur à cent ans pour Montrichard Val de Cher. Le risque d'inondation est pris en compte dans l'aménagement du territoire de la commune par le biais du Plan de prévention du risque inondation (PPRI) du Cher.

## Toponymie
Avant la Révolution la commune était nommée La Chapelle Moyne Martin.
Sous la Révolution, la volonté de déchristianiser la société française requiert un changement du toponyme : ainsi, par délibération du conseil général de la commune, et en application du décret du 25 vendémiaire an II (16 octobre 1793), la commune nouvellement créée de La Chapelle-Montmartin porta provisoirement le simple nom de Montmartin,.

## Histoire

### Révolution française et Empire
Le décret de l'Assemblée nationale du 12 novembre 1789 décrète qu'« il y aura une municipalité dans chaque ville, bourg, paroisse ou communauté de campagne », mais ce n'est qu'avec le décret de la Convention nationale du 10 brumaire an II (31 octobre 1793) que la paroisse de Chapelle-Montmartin devient formellement « commune de Chapelle-Montmartin »,.
En 1790, dans le cadre de la création des départements, la municipalité est rattachée au canton de Mennetou et au district de Romorantin. Les cantons sont supprimés, en tant que découpage administratif, par une loi du 26 juin 1793, et ne conservent qu'un rôle électoral, permettant l'élection des électeurs du second degré chargés de désigner les députés,. La Constitution du 5 fructidor an III, appliquée à partir de vendémiaire an IV (1795) supprime les districts, considérés comme des rouages administratifs liés à la Terreur, mais maintient les cantons qui acquièrent dès lors plus d'importance en retrouvant une fonction administrative. Enfin, sous le Consulat, un redécoupage territorial visant à réduire le nombre de justices de paix ramène le nombre de cantons en Loir-et-Cher de 33 à 24. La Chapelle-Montmartin est alors rattachée au canton de Mennetou et à l'arrondissement de Blois par arrêté du 5 vendémiaire an X (26 septembre 1801),,. Cette organisation va rester inchangée pendant près de 150 ans.

### Époque contemporaine
Entre le 29 janvier 1939 et le 8 février, plus de 3 100 réfugiés espagnols fuyant l'effondrement de la république espagnole devant Franco, arrivent dans le Loir-et-Cher. Devant l'insuffisance des structures d'accueil (les haras de Selles-sur-Cher sont notamment utilisés), 47 villages sont mis à contribution, dont La Chapelle-Montmartin. Les réfugiés, essentiellement des femmes et des enfants, sont soumis à une quarantaine stricte, vaccinés, le courrier est limité, le ravitaillement, s'il est peu varié et cuisiné à la française, est cependant assuré. Au printemps et à l'été, les réfugiés sont regroupés à Bois-Brûlé (commune de Boisseau).
Durant la Seconde Guerre Mondiale, le lieu-dit Les Souches est victime de la Gestapo allemande. Deux jeunes garçons de 14 et 15 ans, sont mitraillés après avoir lancé une grenade sur la voiture du général de la Gestapo. Grâce aux radios ils découvrent un groupe de résistant se cachant dans les bois du lieu-dit, et commencent à mitrailler et lancer des grenades. (les éclats de balle sont toujours visibles sur le portail qui les séparait des résistants) Finalement, la française « Pauline », espionne pour le gouvernement britannique, s'enfuit avec son fiancé et un jeune enfant d'une dizaine d'années par un chemin encore non découvert par les allemands[réf. nécessaire] Pauline etait la resistante Pearl Witherington.

## Politique et administration

### Rattachements administratifs et électoraux

#### Rattachements administratifs
La commune se trouve depuis 1943 dans l'arrondissement de Romorantin-Lanthenay du département du Loir-et-Cher.
Elle faisait partie depuis 1793 du canton de Mennetou-sur-Cher. Dans le cadre du redécoupage cantonal de 2014 en France, cette circonscription administrative territoriale a disparu, et le canton n'est plus qu'une circonscription électorale.

#### Rattachements électoraux
Pour les élections départementales, la commune fait partie depuis 2014 du canton de Selles-sur-Cher,
Pour l'élection des députés, elle fait partie de la deuxième circonscription de Loir-et-Cher.

### Intercommunalité
La Chapelle-Montmartin était membre de la communauté de communes de Saint-Julien-sur-Cher, La Chapelle-Montmartin, Saint-Loup-sur-Cher, un établissement public de coopération intercommunale (EPCI) à fiscalité propre créé fin 1994 et auquel la commune avait transféré un certain nombre de ses compétences, dans les conditions déterminées par le code général des collectivités territoriales.
Cette intercommunalité a fusionné avec sa voisine pour former, le 1er janvier 2009, la communauté de communes du Romorantinais et du Monestois, dont est désormais membre la commune.

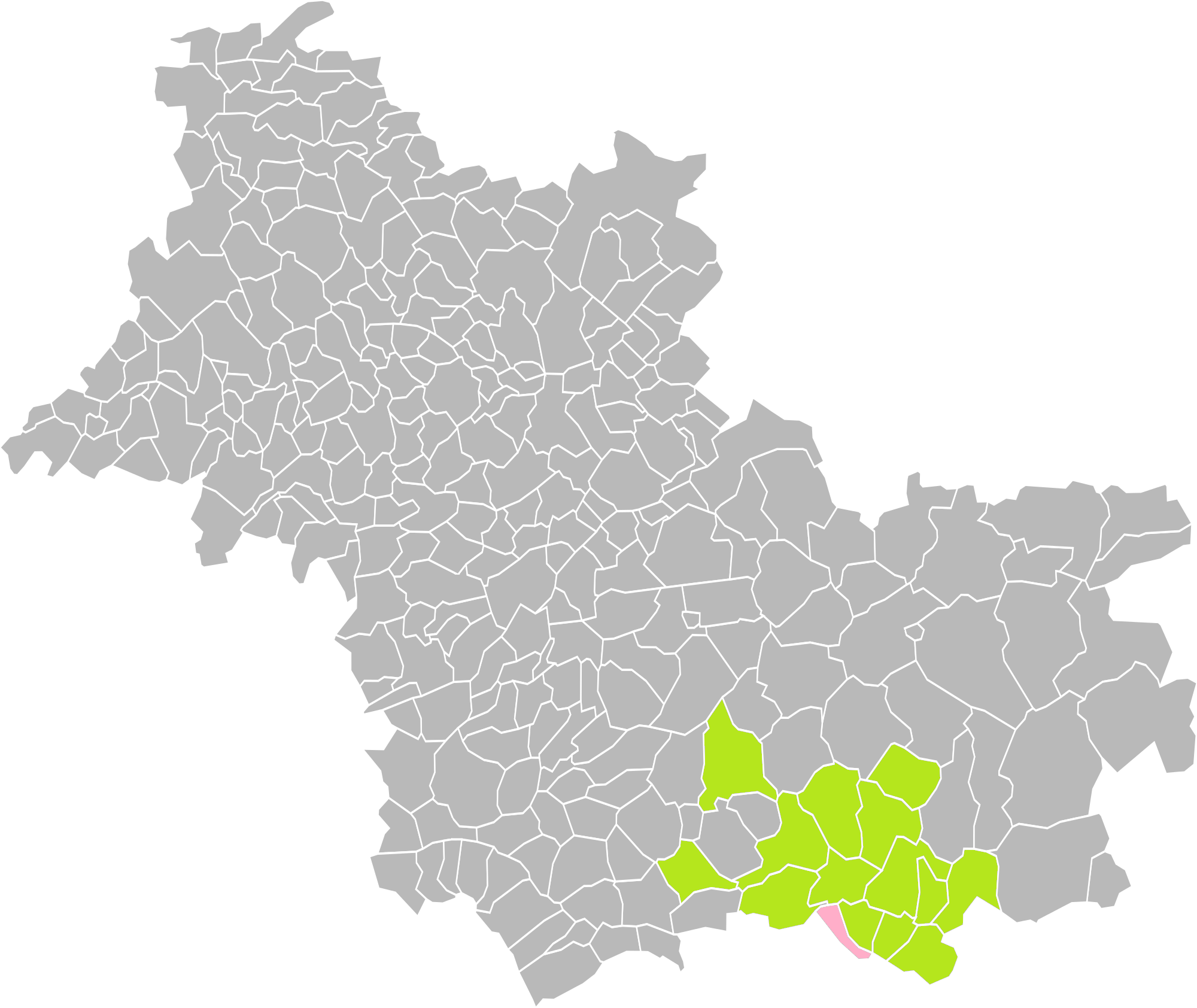
La Chapelle-Montmartin dans l'intercommunalité en 2016.
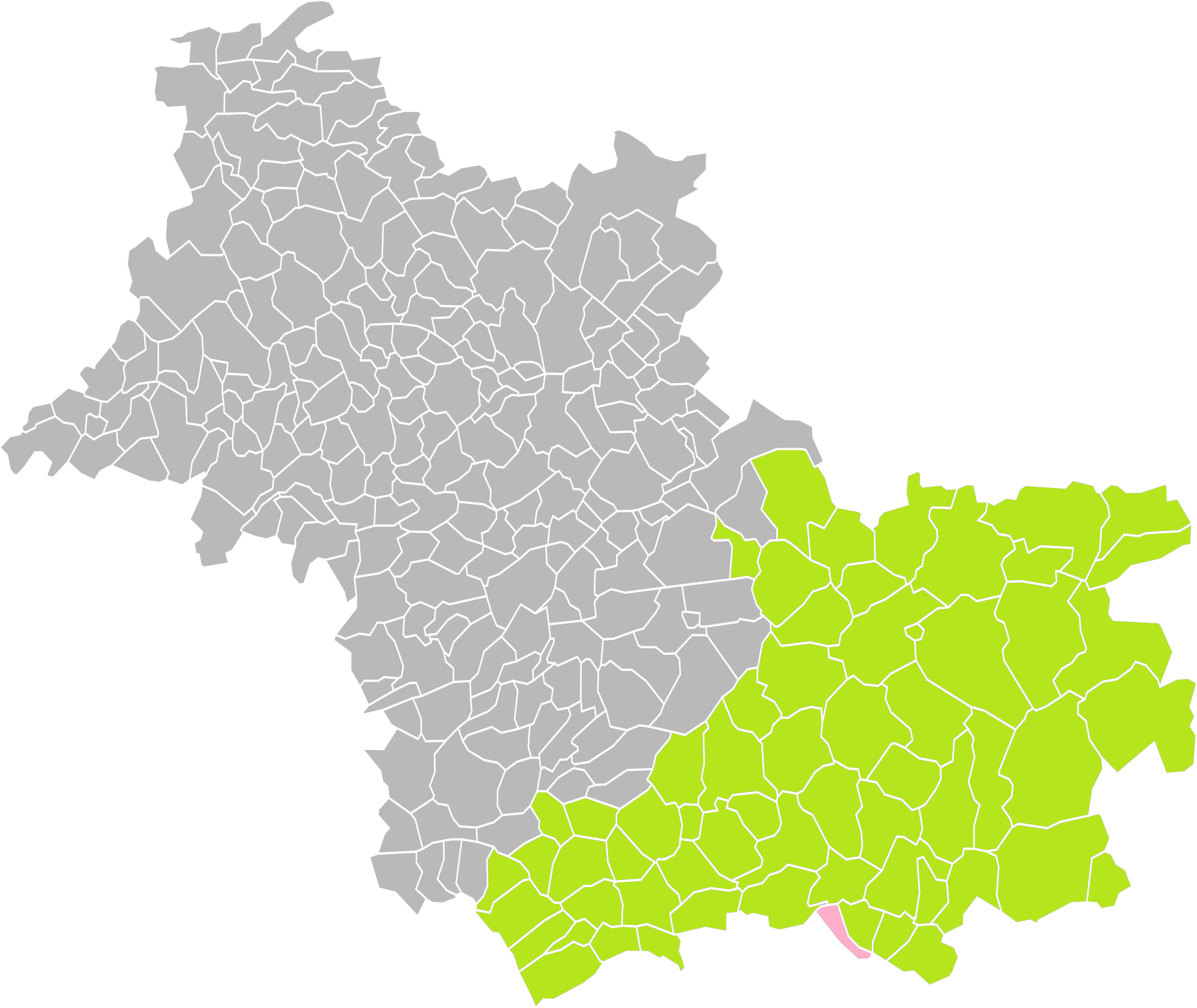
La Chapelle-Montmartin dans l'arrondissement de Romorantin-Lanthenay en 2016.
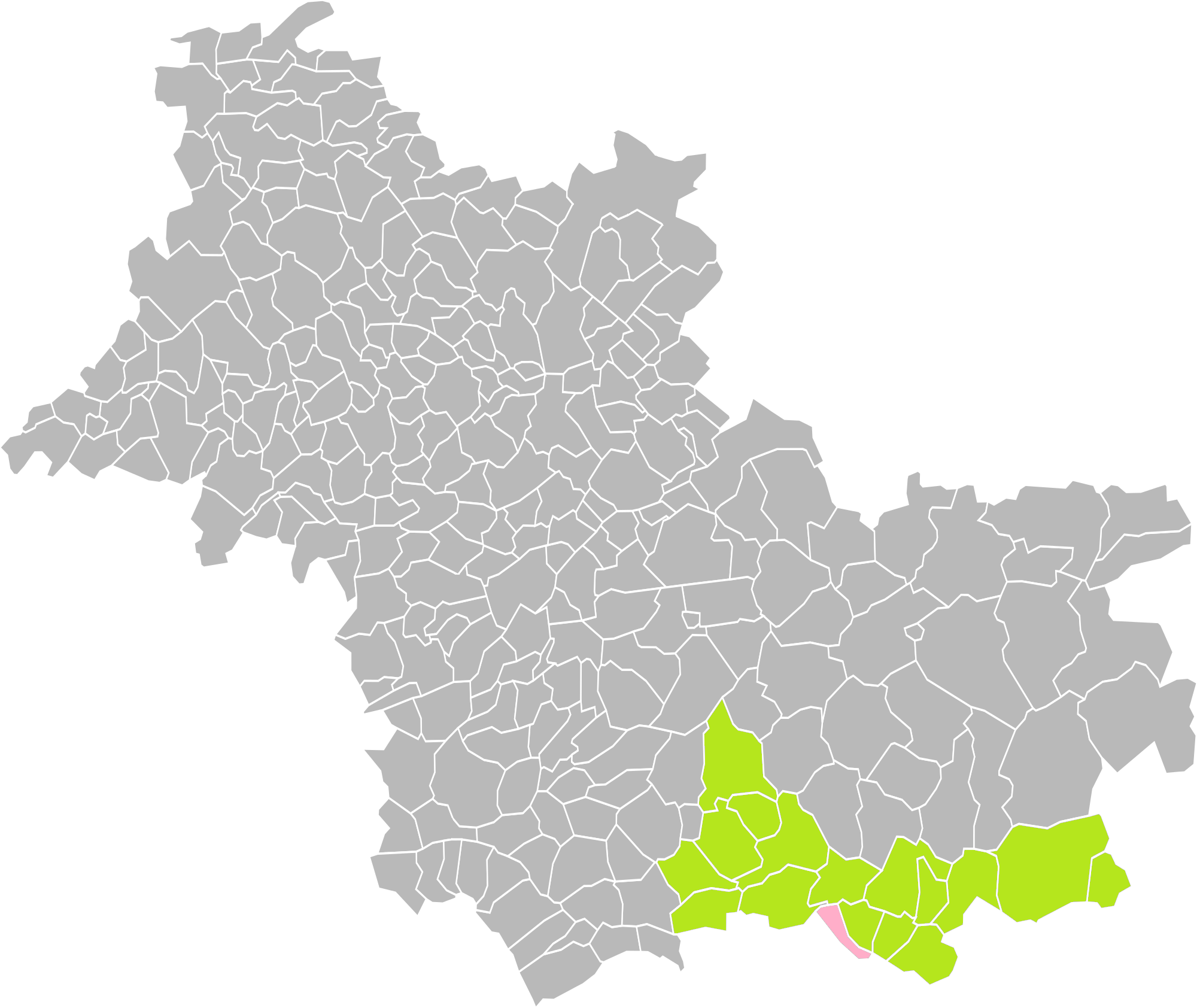
La Chapelle-Montmartin dans le canton de Selles-sur-Cher en 2016.

### Élections municipales et communautaires
Le conseil municipal de Chapelle-Montmartin, commune de moins de 1 000 habitants, est élu au scrutin majoritaire plurinominal avec listes ouvertes et panachage. Compte tenu de la population communale, le nombre de sièges au conseil municipal est de 11. Le maire, à la fois agent de l'État et exécutif de la commune en tant que collectivité territoriale, est élu par le conseil municipal au scrutin secret lors de la première réunion du conseil suivant les élections municipales, pour un mandat de six ans, c'est-à-dire pour la durée du mandat du conseil.
| Période    | Période                        | Identité             | Étiquette         | Qualité |
| ---------- | ------------------------------ | -------------------- | ----------------- | --- |
| juin 1995  | février 2023                   | M. Claude Chanal,    | RPR puis UMP → LR | Ancien cadre supérieur d’un grand groupe, ingénieur des Arts et Métiers Conseiller régional du Centre-Val de Loire (1998 → 2004) Président de la CC de St-Julien-sur-Cher, La Chapelle-Montmartin, St-Loup-sur-Cher (1995 → 2008) Chevalier de la Légion d'honneur Officier dans l'Ordre national du Mérite Démissionnaire |
| avril 2023 | En cours (au 30 novembre 2023) | Anne-Laure Chevalier |                   | Cadre administratif ou commercial d'entreprise |

## Équipements et services

### Eau et assainissement
L'organisation de la distribution de l'eau potable, de la collecte et du traitement des eaux usées et pluviales relève des communes. La compétence eau et assainissement des communes est un service public industriel et commercial (SPIC).

#### Alimentation en eau potable
Le service d'eau potable comporte trois grandes étapes : le captage, la potabilisation et la distribution d'une eau potable conforme aux normes de qualité fixées pour protéger la santé humaine. En 2019, la commune est membre du syndicat intercommunal à vocation multiple du canton de Mennetou-sur-Cher qui assure le service en le délégant à une entreprise privée, Veolia dont le contrat arrive à échéance le 31 décembre 2020.

#### Assainissement des eaux usées
En 2019, la commune de Chapelle-Montmartin gère le service d'assainissement collectif en régie directe, c'est-à-dire avec ses propres personnels, avec le statut de entreprise privée.
Une station de traitement des eaux usées est en service au 1er janvier 2019 sur le territoire communal : 
« Chapelle-Montmartin », un équipement utilisant la technique du lagunage naturel, avec prétraitement, dont la capacité est de 270 EH, mis en service le 1er juin 1992.

### Enseignement
Le collège public (Clos-de-la-Garenne) de secteur se trouve à Chabris. Le lycée public de secteur se trouve à Romorantin-Lanthenay (lycée Claude-de-France).

### Sécurité, justice et secours
La sécurité de la commune est assurée par la brigade de gendarmerie de Mennetou-sur-Cher qui dépend du groupement de gendarmerie départementale de Loir-et-Cher installé à Blois.
En matière de justice, La Chapelle-Montmartin relève du conseil de prud'hommes de Blois, de la Cour d'appel d'Orléans (juridiction de Blois), de la Cour d'assises de Loir-et-Cher, du tribunal administratif de Blois, du tribunal de commerce de Blois et du tribunal judiciaire de Blois.

## Population et société

### Démographie

#### Évolution démographique
L'évolution du nombre d'habitants est connue à travers les recensements de la population effectués dans la commune depuis 1793. Pour les communes de moins de 10 000 habitants, une enquête de recensement portant sur toute la population est réalisée tous les cinq ans, les populations de référence des années intermédiaires étant quant à elles estimées par interpolation ou extrapolation. Pour la commune, le premier recensement exhaustif entrant dans le cadre du nouveau dispositif a été réalisé en 2005.

En 2022, la commune comptait 409 habitants, en évolution de −6,41 % par rapport à 2016 (Loir-et-Cher : −1,15 %, France hors Mayotte : +2,11 %).
| 1793 | 1800 | 1806 | 1821 | 1831 | 1836 | 1841 | 1846 | 1851 |
| ---- | ---- | ---- | ---- | ---- | ---- | ---- | ---- | ---- |
| 293  | 279  | 311  | 279  | 339  | 358  | 338  | 378  | 376  |

| 1856 | 1861 | 1866 | 1872 | 1876 | 1881 | 1886 | 1891 | 1896 |
| ---- | ---- | ---- | ---- | ---- | ---- | ---- | ---- | ---- |
| 392  | 363  | 381  | 340  | 386  | 382  | 357  | 384  | 373  |

| 1901 | 1906 | 1911 | 1921 | 1926 | 1931 | 1936 | 1946 | 1954 |
| ---- | ---- | ---- | ---- | ---- | ---- | ---- | ---- | ---- |
| 381  | 352  | 357  | 321  | 317  | 291  | 268  | 264  | 268  |

| 1962 | 1968 | 1975 | 1982 | 1990 | 1999 | 2005 | 2006 | 2010 |
| ---- | ---- | ---- | ---- | ---- | ---- | ---- | ---- | ---- |
| 234  | 213  | 289  | 306  | 329  | 372  | 380  | 383  | 420  |

| 2015 | 2020 | 2022 | - | - | - | - | - | - |
| ---- | ---- | ---- | - | - | - | - | - | - |
| 436  | 411  | 409  | - | - | - | - | - | - |

#### Pyramide des âges
La population de la commune est relativement âgée.
En 2018, le taux de personnes d'un âge inférieur à 30 ans s'élève à 30,2 %, soit en dessous de la moyenne départementale (31,3 %). À l'inverse, le taux de personnes d'âge supérieur à 60 ans est de 34,8 % la même année, alors qu'il est de 31,6 % au niveau départemental.
En 2018, la commune comptait 219 hommes pour 208 femmes, soit un taux de 51,29 % d'hommes, largement supérieur au taux départemental (48,55 %).
Les pyramides des âges de la commune et du département s'établissent comme suit.
| Hommes | Classe d’âge | Femmes |
| ------ | ------------ | ------ |
| 0,5    | 90 ou +      | 2,0    |
| 7,1    | 75-89 ans    | 10,5   |
| 26,5   | 60-74 ans    | 23,0   |
| 20,4   | 45-59 ans    | 19,5   |
| 16,6   | 30-44 ans    | 13,5   |
| 12,3   | 15-29 ans    | 14,5   |
| 16,6   | 0-14 ans     | 17,0   |

| Hommes | Classe d’âge | Femmes |
| ------ | ------------ | ------ |
| 1,1    | 90 ou +      | 2,6    |
| 9,2    | 75-89 ans    | 11,9   |
| 19,7   | 60-74 ans    | 20,4   |
| 20,7   | 45-59 ans    | 20     |
| 16,5   | 30-44 ans    | 16,2   |
| 15,2   | 15-29 ans    | 13,2   |
| 17,6   | 0-14 ans     | 15,7   |

## Économie
En 2010, l'orientation technico-économique de l'agriculture dans la commune est la culture des céréales et des oléoprotéagineux. À l'instar du département qui a vu disparaître le quart de ses exploitations en dix ans, le nombre d'exploitations agricoles a fortement diminué, passant de 8 en 1988, à 7 en 2000, puis à 4 en 2010.[réf. nécessaire]

## Culture locale et patrimoine

### Lieux et monuments
- Eglise paroissiale Saint-Apollinaire[73].
- Maisons et fermes anciennes[74],[75],[76],[77].
- Le lieu des Souches : ancien château de campagne abritant des résistants durant la Seconde Guerre mondiale, dont l'agent britannique Pearl Witherington. Le 11 juin 1944, un combat faisant des victimes se déroule entre maquisards et forces allemandes venues en nombre. Le château est alors entièrement brûlé et ses propriétaires sont assassinés sous la torture et la déportation. Cet événement terrible est le point de départ de la répression nazie qui s'abat sur toute la région. Aujourd'hui une stèle placée à l'entrée de la propriété commémore le souvenir du combat des Souches. Les cendres de Pearl Witherington et de son époux Henri Cornioley y sont déposées[réf. nécessaire].

### Personnalités liées à la commune
- Pearl Witherington (1914-2008), résistante active successivement dans deux réseaux de la section française F du SOE, durant la Seconde Guerre mondiale.

## Pour approfondir